# Гликерия Тракийска
Гликерия Тракийска е раннохристиянска светица, почитана от Православната и Католическата църква, загинала мъченически, на около 18-19 годишна възраст - по различни данни при управлението на римския император Антонин Пий или към началото на това на Комод (започнал да управлява, като съ-император на баща си Марк Аврелий през 177 г.)

## Житие
Родена е като езичница и принадлежи към аристократичен род, а баща й Макарий е известно време управител/антипат (градоначалник) на Рим. По-късно семейството се преселва в гр. Траянопол, където след смъртта на родители си Гликерия става християнска проповедничка и се заклева да умре девствена. Удава й се случай да се прояви, когато е в града идва по-висш администратор (някой си  Савин или Сабин, наричан в житиетата й "хегемон"/"игемонт") за да проведе празненства в чест на някакво божество, което вероятно е Зевс - отъждествяван в агиографията със славянския бог Дий. Младата девойка застава смело пред управника и събралото се множество и след като ги убеждава да възглави шествието им и първа да принесе жертва им обяснява, че жертвата ще бъде тя самата, но не в името на идола от метал (или от камък, както е у руския житиеписец Димитрий Ростовски), на който те служат, а в чест на нейния и единен Бог - Христос. В резултат на молитвите й, прогърмява гръмотевица, от която статуята пада и се разбива на парчета.
В отговор е съдена за богохулство и многократно изтезавана и подложена на обезобразяване (дерат кожата й, включително скалпа й), в опит да я накарат да се отрече от християнството, отначало в Траянопол, а после - и в Хераклея (сега Мармара Ерейли, Турция). В затвора на последния град надзирателят Лаодикий, след като вижда нейната сила и как Иисус я укрепва и чудодейно я лекува, сам се покръства, но по този повод бива посечен с меч, т.е. обезглавен е.
Накрая девицата умира, но сподобена от Господ с успение, въпреки че преди това е осъдена на разкъсване от зверове (пускат срещу нея една след друга две лъвици, но първата кротко присяда в краката й, а втората само я захапва за тях, но не я наранява), след което животните се връщат в клетките си. Едновременно с това Сабин, болен от воднянка, получава смъртоносен пристъп и пада на улицата, където и умира.

## Мощи
Мощите на Света Гликерия са погребани от ревностни християни, предвождани от епископ на име Дометий на красиво място в близост до Хераклея. Впоследствие от останките на светицата потича целебно миро. През вековете те продължават да мироточат, но (според византийския хронист Теофилакт Симоката, живял през VI-VII век) през 591 г., при византийския император Маврикий, временно спират. Оказва се, че причината е, че епископът на Хераклея, където се съхраняват, е заменил обичайния меден съд, в който течността се събира със сребърен, купен от Константинопол, а преди това - принадлежал на магьосник-езичник на име Павлин, който го е използвал в чародействата си. Това впоследствие се възприема, като внушено свише от самата Гликерия за да даде на поклонниците си и на всички християни урок за нечистотата (скверността) на магьосничеството и коства живота, както на вещера, така и на семейството му. Когато връщат старата съдина чудотворното масло отново потича в нея, от което става видно, че светицата е съгласна да тече само в неопетнени от грях купички. Църквата, в която става това е посетена от византийския император Ираклий през 610 г. Твърди се, че по-късно там остава само главата на Гликерия, а останалите мощи са пренесени на остров Лемнос, откъдето през XVII - в Москва.